# Station Nasiedle
Station Nasiedle is een spoorwegstation in de Poolse plaats Nasiedle.